# Del 63
Del 63 es el primer álbum de estudio del músico argentino Fito Páez. Editado en 1984,  el nombre del álbum hace referencia al año de nacimiento del músico. El disco fue bien recibido por parte de la crítica especializada en Argentina, y le otorgaron varios premios. Fito Páez presentó el álbum en su ciudad natal, Rosario, y luego en Buenos Aires.

## Grabación y concepto
Con apenas 21 años, Fito Páez era un reconocido pianista y compositor, pero su faceta como cantante todavía no había comenzado. En este trabajo, se puede apreciar por primera vez el timbre y la potencia de su voz.
Se destacan las canciones: «La rumba del piano», «Tres agujas» (una de las más interesantes y elaboradas del disco, que fue elogiada por el propio Charly García) y «Del 63», un tema bastante sentimental que aborda las experiencias de su niñez y adolescencia en Rosario. Estas dos últimas canciones reaparecerán en el álbum Euforia, grabado en vivo 12 años más tarde. 
En «Canción sobre canción», donde Rubén Goldin participa como segunda voz, Fito ofrece una muestra de su calidad interpretativa y su capacidad para crear giros melódicos efectivos y contundentes. Lo mismo puede decirse de «Viejo mundo» donde a pesar de las carencias en la producción del disco se pueden apreciar cambios rítmicos y arreglos bastante interesantes; con temáticas donde el artista expresa la necesidad vital de expresarse y expandir el horizonte de su música a otras latitudes y otros públicos.
Estilísticamente, el álbum incursiona en diversos géneros musicales: el bossa nova, el folklore, la rumba y el rock.
Los arreglos musicales son bastante novedosos pero, la producción musical podría catalogarse de incipiente. La banda que lo acompaña todavía no alcanza el desarrollo de ideas, la madurez y el virtuosismo que podrá apreciarse más adelante.
La referencia a los problemas del mundo y su necesidad de trascender como artista, atraviesa gran parte de las canciones de este disco. El nivel de elaboración de las letras abarca temas políticos como: «Cuervos en casa» (una corrosiva crítica al régimen militar de la época) y otros que serán una constante de su obra: sentirse ciudadano del mundo, la sensación de movimiento de las cosas, la búsqueda de válvulas de escape que le permitan luchar contra el confinamiento; y la libertad como aliada en el proceso creativo.
En la canción «Rumba del piano» Fito le dedica una especie de «oda» al piano, elaborando una simbiosis de emociones que poseen gran belleza estética: «Mi piano un poco soy yo/yo soy un poco de él, y si me aplauden a mi/también te aplauden a vos, y se abre como una flor/ante un acorde sutil/y cierra su corazón/si lo abandono en abril». Además, confiere al piano la extraña capacidad de enamorarse: «El otro día lo vi/corriendo atrás de su amor/una pianola de azul/muy vieja, adulta y sin voz». Esta letra hace recordar la canción: «De cartón piedra» de Joan Manuel Serrat donde un hombre se enamora de un maniquí y luego de robárselo de una tienda lo instala en su casa, manteniendo un idilio con aquel «armazón».

El disco me gusta, es lindo, pero hay un par de cosas «raras» en la producción, hay algunas voces que están mal, no en afinación sino en volumen, hay toda una mezcla de sonido híper digital con la cosa mía, tanguera y melancólica, una especie de transición entre toda la carga que yo traía de Rosario: lo de mi experiencia en la banda de Charly y la cuestión de venirme a Buenos Aires.
Fito Páez acerca del disco Del 63

## Lista de canciones
Todas las canciones fueron escritas y compuestas por Fito Páez, excepto donde se indica.
| N.º   | Título                                   | Duración |  |
| 1.    | «Del 63»                                 | 4:32     |  |
| 2.    | «Tres agujas»                            | 4:26     |  |
| 3.    | «Viejo mundo»                            | 4:32     |  |
| 4.    | «La rumba del piano»                     | 4:30     |  |
| 5.    | «Cuervos en casa»                        | 2:55     |  |
| 6.    | «Sable chino»                            | 2:51     |  |
| 7.    | «Rojo como un corazón» (Fabián Gallardo) | 3:50     |  |
| 8.    | «Canción sobre canción»                  | 3:49     |  |
| 9.    | «Un rosarino en Budapest»                | 4:30     |  |
| 10.   | «? (Track Oculto)»                       | 1:25     |  |
| 36:23 |                                          |          |  |

## Créditos

### Músicos
- Fito Páez: voz principal y coros, sintetizadores, guitarra y piano eléctrico.
- Fabián Gallardo: guitarra principal, sintetizadores y coros.
- César Franov: bajo y teclados.
- Tuerto Wirzt: batería.

### Músicos invitados
- Oscar Feldman: saxofón en «Sable chino»
- Daniel Melingo: saxofón en «Cuervos en casa»
- Carlos García López: guitarra en «Del 63»
- Rubén Goldín: coros en «Canción sobre canción», voz en «Viejo mundo» y «Un rosarino en Budapest»

### Datos técnicos
- Grabado en Estudios Panda (Buenos Aires) de Miguel Krochikc
- Técnico de grabación: Mario Breuer
- Técnico de corte: Nano Suárez
- Fotoportada: Andy Cherniavsky
- Diseño gráfico: Rodolfo Ochambela
- Dirección artística: Jorge C. Portunato